# 小行星3743
小行星3743（英語：3743 Pauljaniczek）是一颗围绕太阳公转的小行星。1983年3月10日，E. Barr在可可尼诺县发现了此天体。
这颗小行星的绝对星等为72.37930857749282等。